# Andrzej Bręczewski
Andrzej Bręczewski (ur. 1949, zm. 16 listopada 2020) – polski przedsiębiorca, założyciel firmy Modertrans Poznań, oraz jej prezes w latach 2005–2020.
Był absolwentem Politechniki Poznańskiej, ukończył również zarządzanie przedsiębiorstwami komunikacji miejskiej na Politechnice Krakowskiej. Przez 15 lat pełnienia funkcji Prezesa Zarządu spółki Modertrans Poznań – od jej założenia w 2005, do śmierci w 2020, doprowadził do powstania spółki konkurującej na rynku krajowym w produkcji tramwajów i ich modernizacji.
Zmarł na COVID-19, podczas światowej pandemii tej choroby. Pochowany został na cmentarzu na poznańskim Junikowie.
Odznaczony Złotym i Srebrnym Krzyżem Zasługi, Odznaką „Zasłużony dla gospodarki komunalnej”, Odznaką „Zasłużony dla Ministerstwa Gospodarki i Ochrony Środowiska”.